# Cardhu

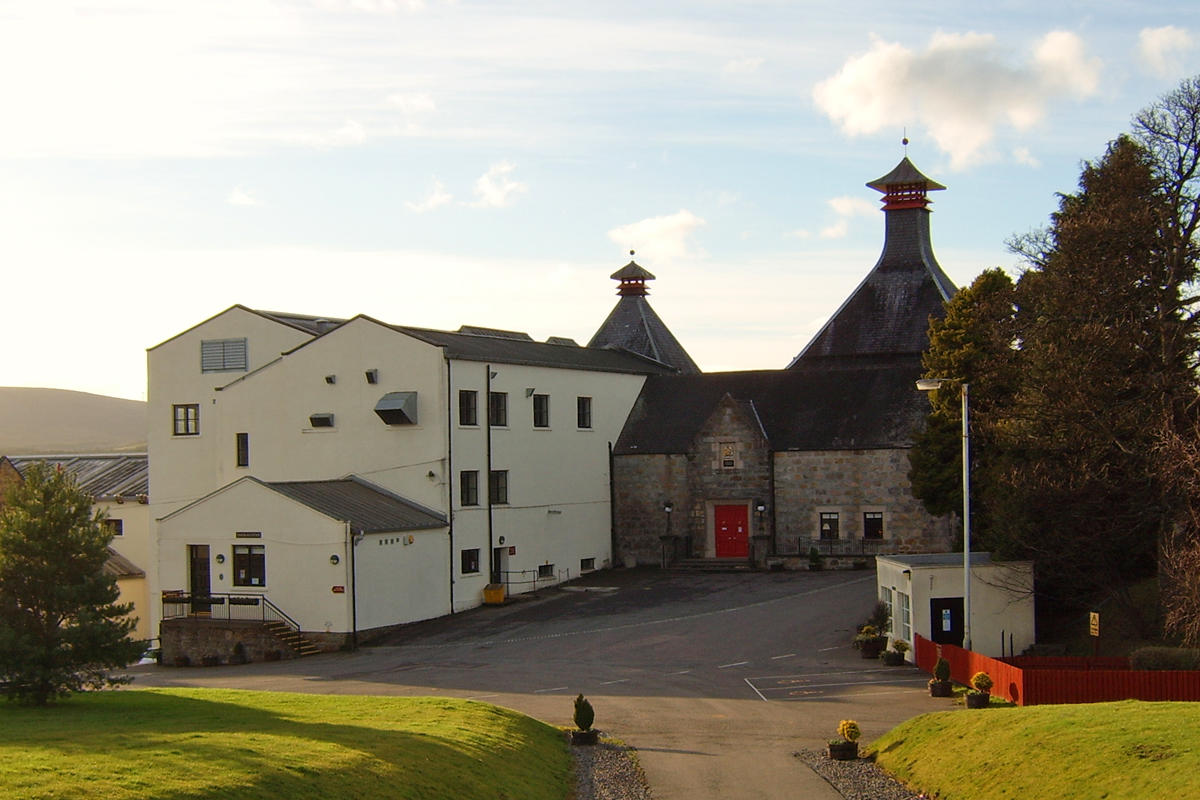
Destilería Cardhu

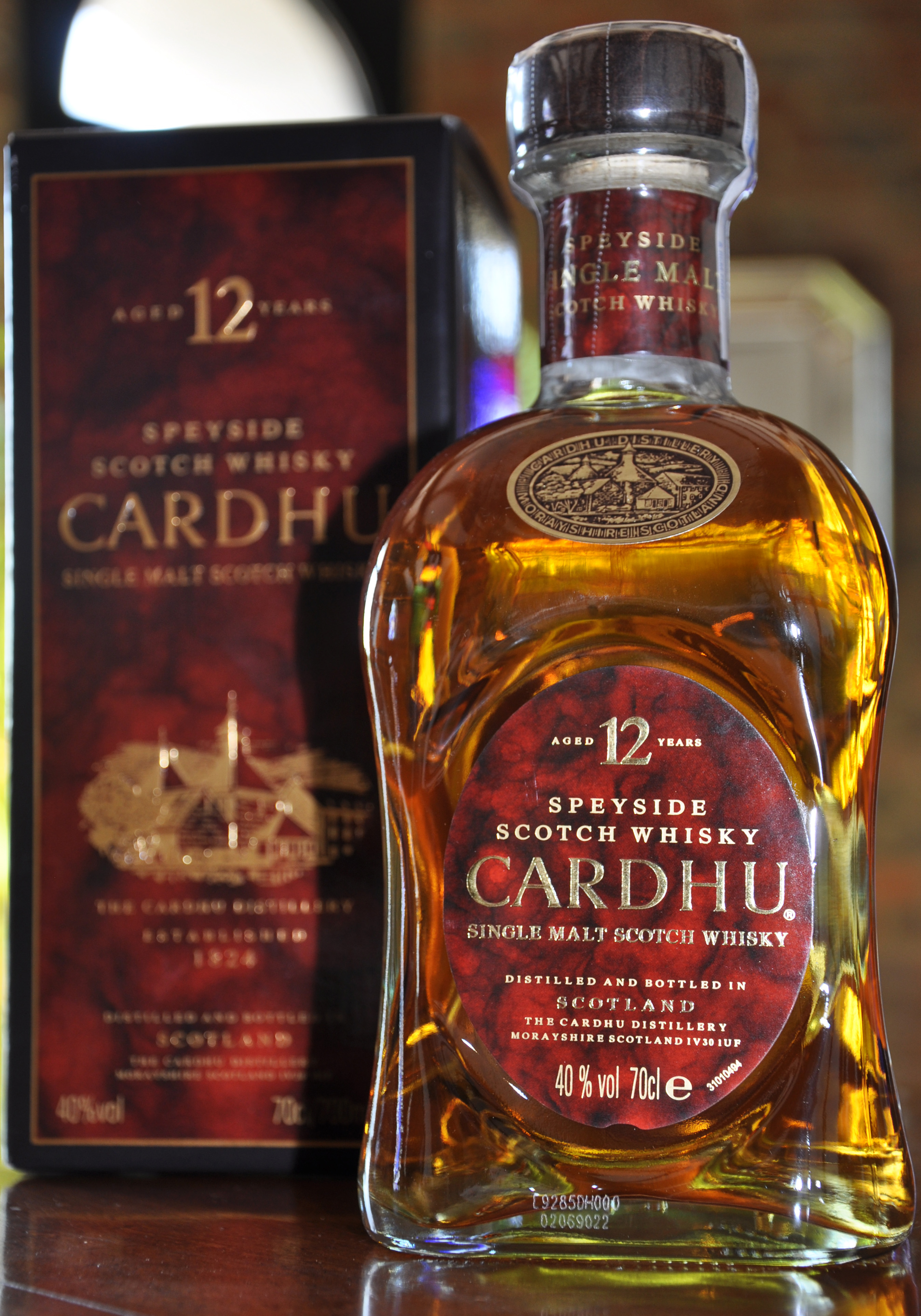

Cardhu (roca negra en gaélico) es una destilería de whisky de malta de Speyside situada cerca de Archiestown, Morayshire, Escocia. Fue fundada por el contrabandista de whisky John Cumming en 1824. En el 2010 pertenecía a Diageo, y forma parte del conocido whisky blended Johnnie Walker.

## Historia
Fue construida por John Cumming en lo alto de Mannoch Hill, en la región conocida como Highlands, de Escocia, por encima del río Spey, debido al ablandamiento de la turba por el agua. La destilería comenzó como negocio de granja familiar y en principio ilegal. No fue sino hasta 1824 que fue oficialmente fundada legalmente y con funcionamiento estacional, tras la recolección de la cosecha. El negocio estaba principalmente dirigido por su esposa, Helen Cumming, aunque su hijo Lewis jugó un papel importante. Helen comenzó vendiendo el whisky a los transeúntes desde la ventana de su casa.
En 1885 el negocio triplicó sus ventas y la señora Helen construyó una nueva destilería en otro lugar, pero los Cummings permanecieron siempre al frente, Aunque Lewis y su esposa  Elizabeth Cumming comenzaron a ocuparse más del alambique de la antigua destilería que le vendió William Grant, al cual lo empleó en su propio negocio: la naciente destilería de Glenfiddich. El nuevo edificio y los nuevos alambiques de Cardhu le permitieron producir el triple de whisky del que venía obteniendo. Estos niveles de producción tan altos condujeron a Johnnie Walker and Sons a comprar gran parte de la producción de Cardhu  para utilizarlo en su blended cada vez más popular, por cierto el cardhu es el Whisky que predomina en el etiqueta grande de la marca. 
En 1893 Elizabeth Cumming la vendió a Johnnie Walker and Sons con la condición de que la familia Cumming podría seguir en la administración de la destilería. Cardhu siguió trabajando en estas condiciones hasta el comienzo de la Segunda Guerra Mundial cuando las restricciones impidieron disponer de cebada para la destilación.
En 1960 se reconstruyeron varios edificaciones de la destilería, y en 1970 introdujeron serpentines de vapor para calentar los alambiques y el número se elevó a seis. El agua del manantial de Mannoch Hill comenzó a ser mezclado con agua del arroyo de Lynne para abastecer el aumento de la producción de la destilería.

## Controversia por el 'Pure Malt'

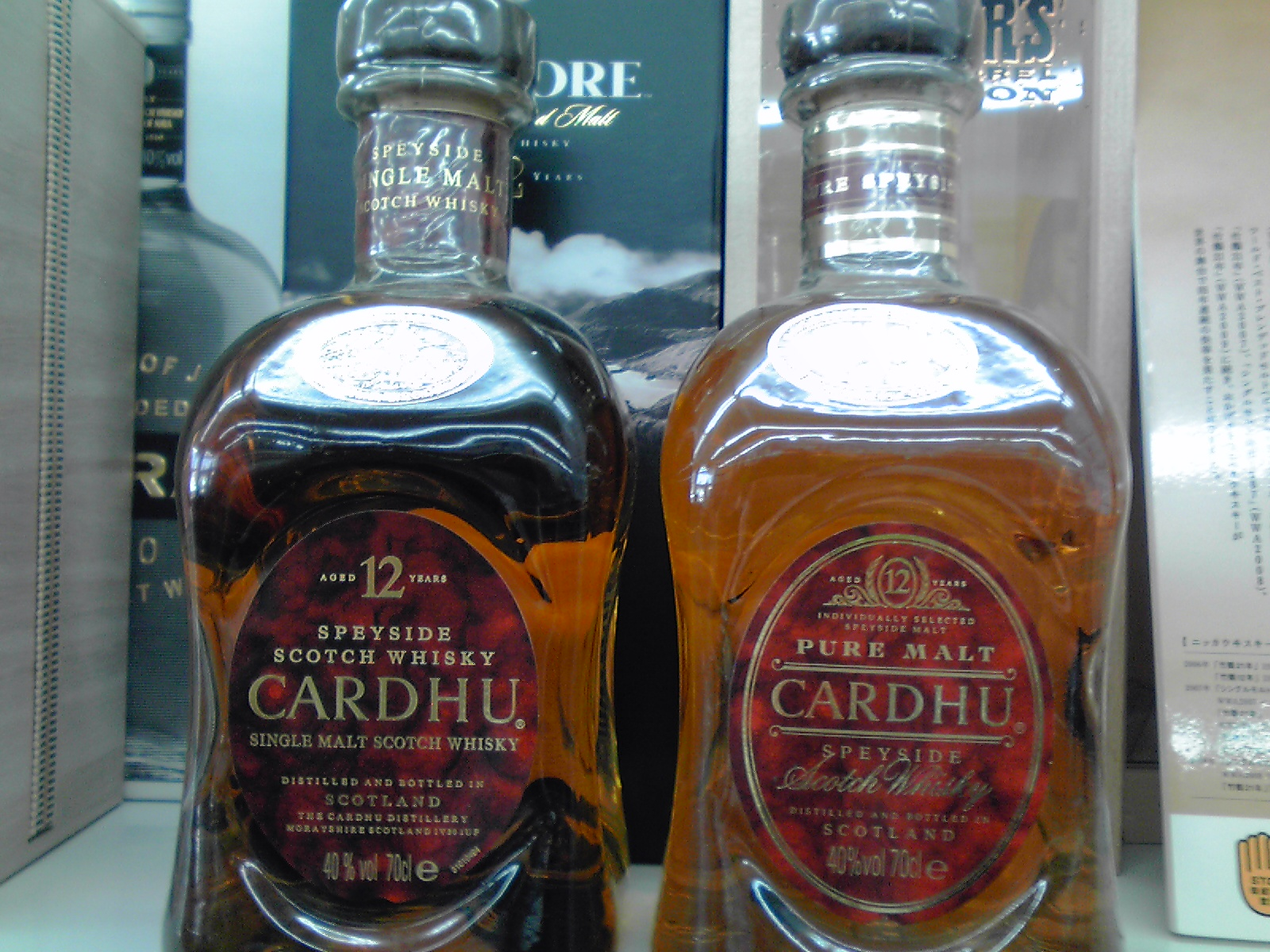
Comparación entre las botellas de Cardhu Single Malt y la original Cardhu Pure Malt.

En diciembre de 2003, el enorme éxito de ventas de Cardhu (que se incrementó hasta las 1.200.000 botellas) hicieron que la demanda comenzara a superar a la oferta (principalmente por su éxito en España así como por su uso en Johnnie Walker). En ese momento Diageo tomó la decisión de dejar de etiquetar su producto como Cardhu single malt y rebautizarlo como Cardhu pure malt utilizando para su fabricación maltas de características similares de Speyside, y embotellándolo con el mismo diseño de botella. De esta forma, se logró incrementar la producción, pero se produjo un rechazo por parte del público y ciertos reclamos por parte de la competencia (en este caso Glenfiddich) por perjudicar la imagen de la denominación single malt. Diageo tuvo que variar las características de color y etiquetado de su pure malt para solucionarlo.
En 2006 se reanudó la producción de Cardhu single malt cuando las ventas de Cardhu se vieron afectadas considerablemente debido a esta controversia.